# Sabine Döring

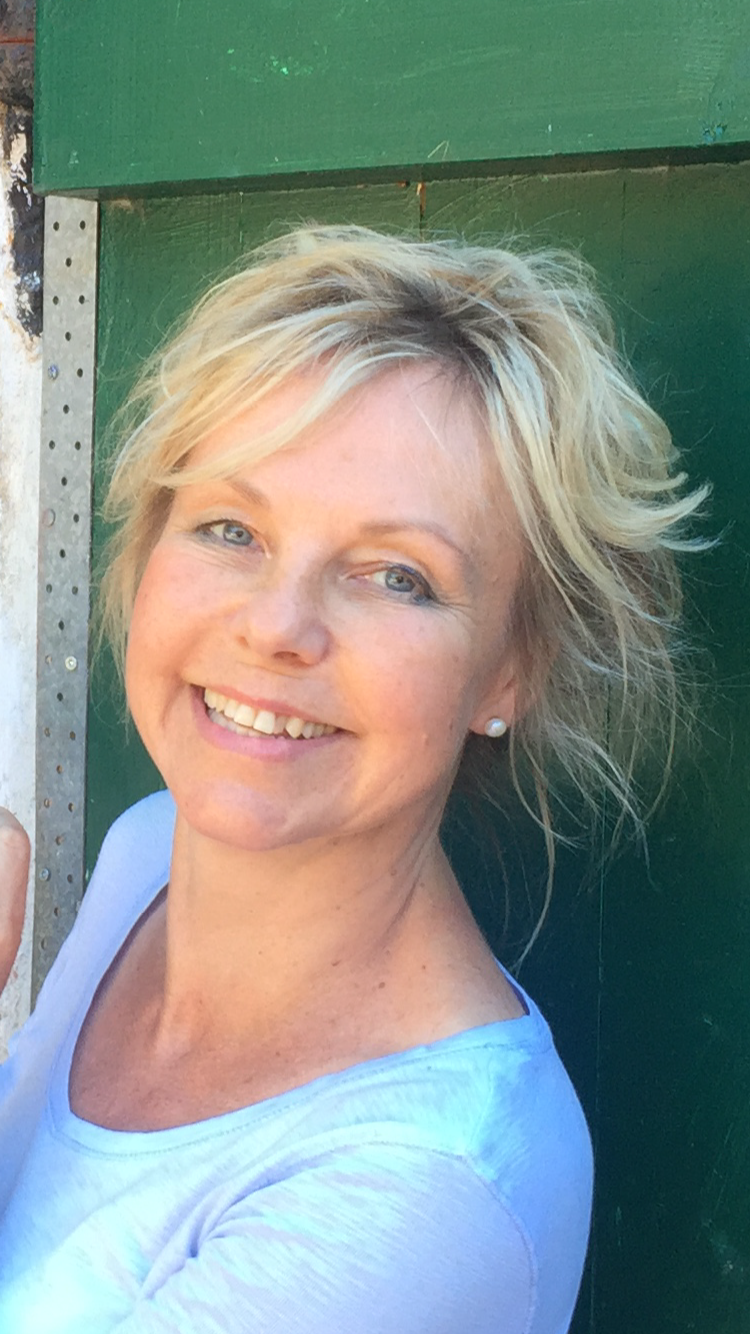
Sabine Döring (2019)

Sabine A. Döring-Feger (* als Sabine Döring) ist eine deutsche Philosophin, Professorin und ehemalige politische Beamtin (Staatssekretärin a. D.). Ihre Forschungsschwerpunkte sind Ethik und die Theorie der (praktischen) Rationalität mit einem Schwerpunkt auf den Emotionen, Politische Philosophie, Ästhetik sowie der Philosophie Robert Musils. Sie hatte von 2008 bis 2023 an der Universität Tübingen den Lehrstuhl für praktische Philosophie inne. Von Februar 2023 bis Juni 2024 war sie Staatssekretärin im Bundesministerium für Bildung und Forschung und ist Honorarprofessorin an der Eberhard Karls Universität Tübingen. Seit Juli 2025 arbeitet sie als Senior Fellow am Zentrum Liberale Moderne.

## Biografie

### Wissenschaft
Döring studierte Philosophie, Germanistik, Linguistik und Psychologie an der Universität Göttingen und schloss das Studium 1989 mit dem Ersten Staatsexamen für das Lehramt an Gymnasien ab; ebenda wurde sie 1997 als Stipendiatin der Studienstiftung des deutschen Volkes mit der Arbeit Ästhetische Erfahrung als Erkenntnis des Ethischen. Die Kunsttheorie Robert Musils und die analytische Philosophie promoviert. Döring ist mit dem Ökonomen Fritz Feger verheiratet, der ebenfalls an der Universität Göttingen promoviert wurde.
1998 verbrachte Döring als Research Fellow an der University of California, Berkeley, USA, auf Einladung von Bernard Williams. Von März 1999 bis September 2004 war sie Hochschulassistentin (C1) an der Universität Duisburg-Essen, beurlaubt 2001 für einen Forschungsaufenthalt als Research Fellow der Royal Society of Edinburgh an der University of St Andrews, Schottland. 2005 habilitierte sie sich an der Universität Duisburg-Essen mit der Arbeit Gründe und Gefühle. Zur Lösung des Problems der Moral. 2004 verließ sie ihre Assistentenstelle vor der Zeit, um als Research Associate im Rahmen des EU-Projektes HUMAINE (Human-Machine Interaction Network on Emotions) ans King’s College London, UK, zu wechseln. Von 2005 bis 2008 war Döring Research Associate an der University of Manchester, beurlaubt 2007 für eine Vertretungsprofessur für Praktische Philosophie an der Universität Hamburg. 2008 wurde sie als W3-Professorin auf den Lehrstuhl für Philosophie (mit dem Schwerpunkt Praktische Philosophie) der Universität Tübingen berufen. Dort war sie von 2009 bis 2019 Vorstandsmitglied des Werner Reichardt Centrum für Integrative Neurowissenschaften (CIN).
2022 erhielt sie für ihr Buchprojekt Solidarisch handeln in Freiheit. Von gefühlter Verantwortung zur liberalen Theorie des Gemeinwohls das Opus-Magnum-Stipendium der VW-Stiftung.
Dieses Projekt war zugleich Grundlage der von ihr im selben Jahr gehaltenen 6. Lord Dahrendorf Lecture zum Thema Freiheit und Solidarität. Ein Konflikt in einer disruptiven Gesellschaft. Seit Mai 2025 ist sie Mitglied des Wissenschaftlichen Beirats des Center for Advanced Studies am Eurac Research.

### Politik

#### Ernennung zur Staatssekretärin im Bundesministerium für Bildung und Forschung

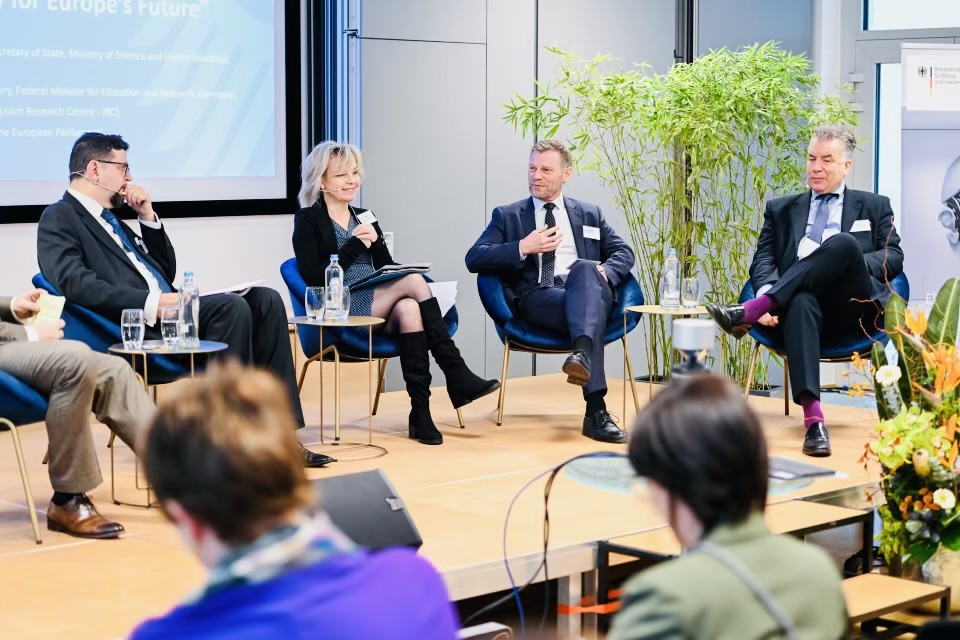
Sabine Döring auf dem Workshop im Weimarer-Dreieck-Format zur KI-Strategie der Europäischen Union am 23. Januar 2024

Mit Wirkung vom 1. Februar 2023 wurde Döring unter Bundesministerin Bettina Stark-Watzinger (FDP) als Nachfolgerin von Kornelia Haugg zur Staatssekretärin im Bundesministerium für Bildung und Forschung ernannt.
Sie verhandelte für den Bund das Startchancen-Programm und zeichnet konzeptionell verantwortlich für den BMBF-Aktionsplan „Künstliche Intelligenz“ und, in Zusammenarbeit mit der damaligen Forschungsministerin von Frankreich, Sylvie Retailleau, dessen Integration in die KI-Strategie der Europäischen Union.

#### Fördergeld-Affäre
Im Juni berichtete das Panorama (Magazin) der ARD, geleakten Mails zufolge habe die BMBF-Hausleitung intern prüfen lassen wollen, ob Wissenschaftlern Fördermittel gestrichen werden könnten. Dieser in den Medien als „Fördermittelaffäre“ oder „Fordergeldaffäre“ bezeichnete Vorgang begann mit einem „offenen Brief“, den Berliner Hochschullehrende zur Unterstützung eines von der Polizei aufgelösten propalästinensischen Protestcamps an der Freien Universität Berlin (FU) Anfang Mai verfasst hatten. Daraufhin ließ sich die damalige Bundesforschungsministerin Bettina Stark-Watzinger (FDP) in der BILD als „fassungslos“ zitieren: „Gerade Lehrende müssen auf dem Boden des Grundgesetzes stehen“.
Kurz darauf räumte Döring per BMBF-Hausmitteilung ein, sie habe am 13. Mai eine rechtliche Prüfung telefonisch beim zuständigen Abteilungsleiter beauftragt und sich dabei „offenbar missverständlich ausgedrückt“. Die Unklarheit sei „sehr zeitnah“ in einem weiteren Telefonat ausgeräumt worden. Dörings E-Mail wurde vom Leiter der Kommunikation des BMBF vorformuliert. Döring nahm die Verantwortung in der Fördergeldaffäre wohl nicht freiwillig auf sich, sondern auf Druck der Ministerin.
Am 16. Juni 2024 erklärte die Bundesministerin für Bildung und Forschung, Bettina Stark-Watzinger, dass sie Bundeskanzler Olaf Scholz gebeten habe, Döring wegen der umstrittenen Prüfung aus dem Amt als Staatssekretärin zu entlassen und in den einstweiligen Ruhestand zu versetzen. Stark-Watzinger beteuert seitdem, von förderrechtlichen Prüfaufträgen in ihrem Haus nichts gewusst zu haben.
Bereits am 10. Mai 2024 war, von den Vorgängen am 13. Mai unabhängig und an Döring als zuständiger Staatssekretärin vorbei, eine Namensliste BMBF-geförderter Unterzeichner im Ministerium in Auftrag gegeben worden, und zwar sowohl aus der Leitungsabteilung wie durch den Leiter der zuständigen Abteilung, Jochen Zachgo. Wie geleakte Wire-Chats belegen, hatten schon am 9. Mai Dörings Nachfolger Roland Philippi sowie der Leiter der BMBF-Kommunikation, Michael Zimmermann, in einer Chat-Gruppe, zu der auch die Ministerin gehörte, kritische Hochschullehrende als „verwirrte Gestalten“ bezeichnet und Selbstzensur aus Angst vor Förderentzug befürwortet.
Schleswig-Holsteins Bildungsministerin und CDU-Vize Karin Prien bezeichnete Döring als „Bauernopfer“, denn ihrer Meinung nach hätte Stark-Watzinger zurücktreten sollen.
Gegen die Pressemitteilung des BMBF zu ihrer Entlassung erhob Döring im Juli 2024 Klage vor dem Verwaltungsgericht Minden wegen Rufschädigung. Der Klage wurde nicht stattgegeben, da laut Gericht aus den Formulierungen hervorgehe, „dass [Döring] nicht diejenige gewesen sei, die die Prüfung förderrechtlicher Konsequenzen erbeten habe“. Einem Eilantrag vom September 2024, das Äußerungsverbot für eine Sondersitzung des Bundestagsausschusses für Bildung und Forschung sowie für eine Sitzung der Arbeitsgruppe Bildung und Forschung der Unionsfraktion aufzuheben, gab das Verwaltungsgericht Minden ebenfalls nicht statt.
Dieser Einschätzung schloss sich das OVG Münster im November an. Auch einem zusätzlichen Eilantrag Dörings vom September 2024, ihre dienstliche Verschwiegenheitspflicht für eine Sondersitzung des Bundestagsausschusses für Bildung und Forschung sowie für eine Sitzung der Arbeitsgruppe Bildung und Forschung der Unionsfraktion aufzuheben, gab das Verwaltungsgericht Minden nicht statt. Döring bat auch Stark-Watzinger um die Aufhebung ihrer Verschwiegenheitspflicht, um selbst zu den Vorgängen Stellung nehmen zu können, jedoch vergebens.
Anfang Dezember hatte Stark-Watzingers Nachfolger Cem Özdemir erstmals die weisungsunabhängige interne Revision des BMBF mit der Aufklärung der Fördergeldaffäre beauftragt, deren Abschlussbericht am 20. Januar 2025 vorgelegt wurde.
Die von der Opposition fraktionsübergreifend geforderte Aufhebung von Dörings Verschwiegenheitspflicht lehnte auch Özdemir ab, ebenso die Aussage des zuständigen Abteilungsleiters Jochen Zachgo. Seiner Vorgängerin Stark-Watzinger persönlich bzw. der „FDP-Leitung“ warf Özdemir vor, für einen gravierenden Reputationsschaden im BMBF verantwortlich zu sein. Hierin trifft seine Darstellung sich mit der des Verfassungsrechtlers Klaus Ferdinand Gärditz.
Gärditz attestiert dem OVG Münster in seinem Beschluss vom 19. November 2024 ein „erschreckendes Maß an Realitätsblindheit“, insofern es eine „politische Inszenierung“ nicht sehen wolle, bei der „man vermuten darf, dass anwaltliche oder presserechtliche Hilfe mit im Spiel war“: in der Pressemitteilung zu Dörings Entlassung würden „klare Falschaussagen vermieden“, sich aber „so missverständlich, wie es irgend geht, geäußert, ohne in die Wahrheitswidrigkeit abzudriften“. Die Pressemitteilung lese sich seines Erachtens so, als ob sie „zielgerichtet designt“ worden sei, und zwar im Kontext einer über das Ministerium hinausreichenden Kommunikationsstrategie, bezüglich derer mindestens fraglich sei, ob dies in Einklang mit der Fürsorgepflicht stehe, die der Bund für Beamtinnen und Beamten habe. Diese schließe ein, sich bei Anwürfen in der Öffentlichkeit schützend vor die Beamten zu stellen. Mit einer öffentlichen Äußerung „springt, wie zu erwarten, ein hochrangiger Parteifreund der Ministerin bei“, „was in den FDP-Gremien in irgendeiner Weise konzertiert war“: der FDP-Fraktionsvorsitzende Christian Dürr erläutert vier Tage nach der Pressemitteilung – nach Auffassung des OVG Münster im klaren Widerspruch zum Inhalt der Presseerklärung und nur so zu erklären, dass Dürr diese offenbar gar nicht gelesen habe – ihren Inhalt in einem Beitrag auf X (soziales Netzwerk) so, dass „eine förderrechtliche Prüfung eigeninitiativ von StS Döring in Auftrag gegeben“ wurde, „von der die Ministerin nichts wusste“. Das OVG Münster, laut Gärditz eine der „merkwürdigsten Passagen des Urteils“, empfiehlt Döring, Dürr aufgrund dieses wahrheitswidrigen Tweets wegen Rufschädigung zu verklagen.

## Werke

### Theorie der Emotionen

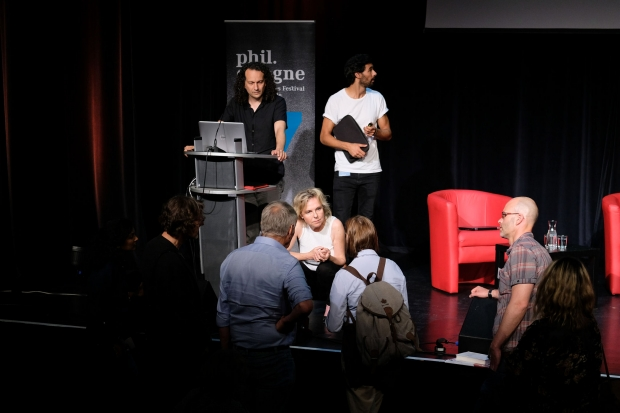
Sabine Döring 2019 auf der Fachtagung „Streiten lernen“ der Bundeszentrale für politische Bildung

Sabine Döring vertritt eine kognitive Theorie der Emotionen, nach der Emotionen für rationales Denken unverzichtbare affektive Bewertungen sind. Geprägt hat sie für diese Analyse von Emotionen den Terminus „affektive Wahrnehmung“. Damit ist gemeint, dass Emotionen sinnlichen Wahrnehmungen insofern analog sind, als sie
- unmittelbar sind, nämlich komplexe Situationen unmittelbar mit Blick auf relevante Aspekte strukturieren;
- einen nichtbegrifflichen Inhalt haben;
- einen phänomenalen Gehalt haben;
- Urteile für Emotionen weder hinreichend noch notwendig sind.

In ihren Arbeiten untersucht Sabine Döring die Implikationen von Emotionen als affektiven Wahrnehmungen
- für (moralische) Motivation und Rechtfertigung sowie Handlungsfähigkeit (Agency) generell;
- für den Emotionsausdruck in der Kunst;
- für die Rolle von Emotionen im politischen Diskurs.

### Politische Philosophie
Nach Döring sind Freiheit auf der einen und Solidarität und Verantwortung auf der anderen Seite nicht schlicht Gegenspieler, sondern grundlegend voneinander abhängig. Sie analysiert die relevanten Begriffe sowie ihre Beziehung zueinander im Rahmen einer liberalen Theorie des Gemeinwohls. Was auf den ersten Blick ein Oxymoron zu sein scheint – steht eine Theorie des Gemeinwohls nicht dem Liberalismus gerade entgegen, indem sie fordert, Individuen sollten einen Teil ihrer Freiheit zugunsten des Gemeinwohls opfern? – will Döring als Lösung eines bloß vermeintlichen Konflikts aufdecken, wie er durch die Debatten über Klimawandel, Migration, Corona oder Sozialstaat neu entbrannt ist.
Speziell mit Blick auf Wissenschaftsfreiheit fordert Döring, dass der wissenschaftliche Diskurs zugleich „epistemisch gerecht“ und „epistemisch offen“ sein muss: Alle potentiell Erkennenden sollen die gleiche Freiheit haben, am Diskurs teilzunehmen, und dabei freimütig sprechen können. Außerdem wirft sie angesichts der Situation von Jüdinnen und Juden an Universitäten nach dem Terrorangriff der Hamas am 7. Oktober 2023 jüdischer Wissenschaftler und Studierender die Frage auf, ob Wissenschaftsfreiheit, klassisch verstanden als ein Abwehrrecht gegen den Staat, auch durch nicht-staatliche Akteure eingeschränkt werden könne, und ob es hier eine „Regelungslücke“ gebe.

## Publikationen

### Bücher
- Ästhetische Erfahrung als Erkenntnis des Ethischen: Die Kunsttheorie Robert Musils und die analytische Philosophie. Paderborn: mentis 1999 (als Teil der Reihe Explicatio, hrsg. von Harald Fricke und Gottfried Gabriel).
- Die Moralität der Gefühle (mit Verena Mayer). Sonderband der Deutschen Zeitschrift für Philosophie, Band 4, Berlin: Akademie 2002.
- Perspectives on Emotional Experience (mit Rainer Reisenzein). Sonderband von Emotion Review, der Zeitschrift der International Society for Research on Emotions, Band 1, Nr. 3, Juli 2009.
- Philosophie der Gefühle. Frankfurt am Main: Suhrkamp 2009. (Rezensionen in der Frankfurter Allgemeinen Zeitung und der Deutschen Zeitschrift für Philosophie).
- Gut und schön? Die neue Moralismusdebatte am Beispiel Dostoevskijs (mit Catrin Misselhorn, Schamma Schahadat & Irina Wutsdorff). Paderborn: Fink (als Teil der Reihe Ethik – Text – Kultur), 2014.
- Beyond Perceptualism (mit Anika Lutz). Sonderband der Zeitschrift Dialectica, 2015.
- Solidarisch handeln in Freiheit. Von gefühlter Verantwortung zur liberalen Theorie des Gemeinwohls. Opus-Magnum-Buchprojekt in Arbeit.

### Wissenschaftliche Artikel und Vorträge
- Vom nation-building zum Identifikationsfeld: Zur Integrationsfunktion nationaler Mythen in der Literatur. In: Kulturelle Grenzziehungen im Spiegel der Literaturen. Nationalismus, Regionalismus, Fundamentalismus, hrsg. v. Horst Turk, Brigitte Schultze & Roberto Simanowski, Göttingen: Wallstein 1998, S. 63–82.
- Robin George Collingwood. In: Ästhetik und Kunstphilosophie von der Antike bis zur Gegenwart, hrsg. v. Julian Nida-Rümelin & Monika Betzler, Stuttgart: Kröner 1998, S. 176–180.
- „Indem die Dichtung Erlebnis vermittelt, vermittelt sie Erkenntnis“. Zum Erkenntnisanspruch der Kunst. In: Wozu Kunst? Die Frage nach ihrer Funktion, hrsg. v. Bernd Kleimann & Reinold Schmücker, Darmstadt: Wissenschaftliche Buchgesellschaft 2001, S. 49–67.
- Handlungen, Gründe und Emotionen (zusammen mit Christopher Peacocke). In: Die Moralität der Gefühle, S. 81–103.
- Die Moralität der Gefühle: Eine Art Einleitung. In: Die Moralität der Gefühle, hrsg. v. Sabine A. Döring & Verena Mayer, Sonderband der Deutschen Zeitschrift für Philosophie, Band 4, Berlin: Akademie 2002, 15–35. Wiederabdruck in: Moralität, Rationalität und die Emotionen, hrsg. v. Achim Stephan & Henrik Walter, Bausteine zur Philosophie, Band 22, Humboldt-Studien, Universität Ulm 2003, S. 17–50.
- Explaining Action by Emotion. In: The Philosophical Quarterly 53 (2003), 214–230.
- Die Renaissance des Gefühls in der Gegenwartsphilosophie. Forschungsbericht in: Information Philosophie 4 (2005), 14–27.
- Warum brauchen wir eine Philosophie der Gefühle? In: Emotionen und Sozialtheorie, hrsg. v. Rainer Schützeichel, Frankfurt/New York: Campus 2006, S. 66–83.
- What a Difference Emotions Make. In: Blackwell Companion to the Philosophy of Action, hrsg. v. Tim O’Connor & Constantine Sandis, Oxford: Wiley-Blackwell 2010, 191–200.
- Warum emotional sein? In: Affektive Intentionalität, hrsg. v. Jan Slaby, Achim Stephan & Henrik Walter, Paderborn: mentis 2011, S. 128–143.
- Deliberation and Commitment. In: Proceedings of the 7th Conference on Logic and the Foundations of Game and Decision Theory, University of Liverpool 2006, S. 61–70.
- Kognitive Theorie des Gefühls und kognitive Ästhetik: Zum Begriff der Gestalt bei Robert Musil. In: Kunst und Kognition, hrsg. v. Alex Burri & Wolfgang Huemer, Paderborn: mentis 2007, S. 149–171.
- Seeing What to Do: Affective Perception and Rational Motivation. In: Dialectica 61 (2007), 363–394.
- Conflict without Contradiction. In: Epistemology and Emotions, hrsg. v. Georg Brun, Dominique Kuenzle & Ulvi Dogouglu, London: Ashgate 2008, S. 83–104.
- Ten Perspectives on Emotional Experience (mit Rainer Reisenzein). In: Emotion Review 1 (2009), 195–205.
- The Logic of Emotional Experience: Noninferentiality and the Problem of Conflit without Contradiction. In: Emotion Review 1 (2009), S. 240–247.
- Risk Assessment as Virtue (mit Fritz Feger). In: Emotions and Risky Technologies, hrsg. v. Sabine Roeser, Heidelberg: Springer 2010, S. 91–106.
- Why Be Emotional? In: Oxford Handbook of Philosophy of Emotion, hrsg. v. Peter Goldie, Oxford: Oxford University Press 2010, S. 283–302.
- Principlism: A Method for the Ethics of Emotion-Oriented Machines (mit Peter Goldie & Sheelagh McGuinness). In: Emotion-Oriented Systems: The HUMAINE Handbook, hrsg. v. Paolo Petta, Catherine Pelachaud & Roddy Cowie, Teil VIII Ethics and Good Practice, Heidelberg: Springer 2012, S. 713–724.
- Comment on Hollan’s ‘Emerging Issues in the Cross-Cultural Study of Empathy’ (mit Eva-Maria Düringer). In: Emotion Review 4 (2012), S. 79–80.
- Emotion and Perception of One’s Own Actions – A Comment on Wilke, Synofzik and Lindner (mit Anja Berninger). In: Consciousness and Cognition 21 (2012), S. 46–47.
- Emotions, Autonomy, and Weakness of Will. In: Autonomy and the Self - Norms, Freedom, and Commitment, hrsg. v. Michael Kühler und Nadja Jelinek, Heidelberg: Springer 2012, S. 213–230.
- Was läßt uns moralisch handeln? (mit Peter Königs) In: fiph-Journal Schwerpunkt Metaethik 1 (2012).
- Being Worthy of Happiness. Towards a Kantian Appreciation of Our Finite Nature (mit Eva-Maria Düringer). In: Philosophical Topics 41 (2013), S. 143–158.
- What May I Hope? Why It Can Be Rational to Rely on One’s Hope. In: European Journal of Philosophy of Religion 6 (2014), S. 117–129.
- Kunst als kognitive Expression. In: Wahrheit, Wissen und Erkenntnis in der Literatur, Sonderband der Deutschen Zeitschrift für Philosophie, hrsg. von Christoph Demmerling und Ingird Vendrell Ferran, Berlin / New York: de Gruyter 2014, S. 263–284.
- What Is an Emotion? Musil’s Adverbial Theory. In: The Monist 97 (2014), S. 47–65.
- Why Recalcitrant Emotions Are Not Irrational. In: Emotion & Value, hg. von Sabine Roeser und Cain Todd, Oxford: Oxford University Press 2014, 124–136.
- Was darf ich hoffen? In: Theologie der Gefühle, hrsg. v. Roderich Barth und Christopher Zarnow, Berlin: de Gruyter 2015, S. 59–73.
- Beyond Perceptualism (mit Anika Lutz). In: Dialectica 69 (2015), S. 259–270.
- What’s Wrong with Recalcitrant Emotions? From Irrationality to Challenge of Agential Identity. In: Dialectica 69 (2015), S. 381–402.
- Expressing Emotions: From Action to Art. In: Art, Mind, and Narrative: Themes from the Work of Peter Goldie, hrsg. v. Julian Dodd, Oxford: Oxford University Press 2016, S. 176–189.
- Desires without Guises: Why We Need Not Value What We Want (mit Bahadir Eker). In: The Nature of Desire, hrsg. v. Julien Deonna & Federico Lauria, Oxford: Oxford University Press 2017, S. 79–118.
- Rationality, Time, and Normativity (mit Bahadir Eker). In: Analysis 77 (2017), S. 571–585.
- What Is Expressed When Emotions Are Expressed in Art? In: Grazer Philosophische Studien 96 (2019), S. 361–380.
- National Pride in a Global World. In: Yearbook Practical Philosophy in a Global Perspective, Bd. 4, Focus: Normativity Beyond Borders, Freiburg / München: Alber 2020, S. 27–51.
- How Safe Should We Feel? On the Ethics of Fear in the Public Sphere. In: The Ethics of Belief and Beyond. Understanding Mental Normativity, hrsg. v. Sebastian Schmidt & Gerhard Ernst, London: Routledge 2020, S. 215–233.
- Epistemische Gerechtigkeit und epistemische Offenheit – eine Versöhnung. In: Wissenschaftsfreiheit im Konflikt, hrsg. v. Elif Özmen, Stuttgart: Metzler 2021, S. 49–68.
- Freedom in Crisis. In: Archiv für Rechts- und Sozialphilosophie 107 (2021), S. 327–329.
- The Corona Phenomenon and Philosophical Questions. In: The Pandemic and Philosophy, hrsg. v. Pegah Mosleh, Leiden: Brill 2022.
- Review of Jonathan Mitchell, Emotion as Feeling Towards Value: A Theory of Emotional Experience, In: Mind, April 2022.

### Zeitungsartikel, öffentliche Vorträge, Medienauftritte
- STERNSTUNDE PHILOSOPHIE in der Reihe Das Versagen der Vernunft? Emotionen, Emotionen (1) am 29. März 2009 auf SF 1 und am 19. Juli 2009 auf 3sat.
- Philosophy bites: podcasts of top philosophers interviewed on bite-sized topics: Interview mit Nigel Warburton zu Emotionen (14. August 2009).
- Rückkehr der Emotionen? WDR5, Das Philosophische Radio (26. Februar 2010).
- Gefühl und Vernunft. Spektrum der Wissenschaft (April 2011).
- Schläft die Vernunft? Scobel, 3sat (1. Dezember 2016).
- Emotionen in Politik und Gesellschaft. Bundeskongress für Politische Bildung (28. August 2019)
- Deplatziert? Gefühle in der Politik. WDR5, Das Philosophische Radio (5. April 2019)
- Auf ein Wort... Gefühle. Gespräch mit Michel Friedman (Juni 2019)
- Gefühle verstehen und kultivieren. Scobel, 3sat (14. Januar 2021).
- Globale Pandemien als Herausforderung liberaler Demokratien. In: Liberalismus neu denken, hrsg. v. Ralf Fücks und Reinald Manthe, 2022.
- 6. Lord Dahrendorf Lecture: Freiheit und Solidarität. Ein Konflikt in einer disruptiven Gesellschaft, 17. Juni 2022, Universität Freiburg.
- Christian Wolff Vorlesung: Wissenschaftsfreiheit: Ein Versuch, epistemische Offenheit mit epistemischer Gerechtigkeit zu versöhnen. 10. November 2022.
- Die Horrorvision einer gelenkten Wissenschaft. NZZ, 6. September 2023.
- Noch ist es für uns nicht zu spät in der KI (mit Bernhard Schölkopf). FAZ, 6. Oktober 2023.